# Чхве Су Йон
Чхве Су Йон (кор. 최수연, нар. 23 листопада 1990) — південнокорейська фехтувальниця на шаблях, бронзова призерка Олімпійських ігор 2020 року.

## Виступи на Олімпіадах
| Олімпіада  | Дисципліна          | Місце |
| ---------- | ------------------- | ----- |
| Токіо 2020 | індивідуальна шабля | 14    |
| Токіо 2020 | командна шабля      | 3     |